# Kolo (Haʻapai)
Kolo (auch: Ogoroo) ist eine kleine Insel im Westen des Archipels Haʻapai im Pazifik. Sie gehört politisch zum Königreich Tonga.

## Geografie
Das Motu liegt im Gebiet von Lulunga bei Kotu und in einem gemeinsamen Riff mit Teaupa, Haʻafeva (Hafaiva), Fetoa und Matuku.

## Klima
Das Klima ist tropisch heiß, wird jedoch von ständig wehenden Winden gemäßigt. Ebenso wie die anderen Inseln der Haʻapai-Gruppe wird Kolo gelegentlich von Zyklonen heimgesucht.